# 裸足のピクニック
『裸足のピクニック』（はだしのピクニック）は、日本映画作品。第7回PFFスカラシップ作品。
1993年10月30日公開。後に「ウォーターボーイズ」「スウィングガールズ」などのヒット作を手がけることになる矢口史靖監督の第一回劇映画作品である。平凡な女子高生がふとしたことをきっかけに次々に不運な出来事に遭い続け、不幸のどん底へと転落して行く様を描く。

## ストーリー
ごく平凡な女子高生、鈴木純子はキセル乗車を駅員に咎められる。取り調べから逃れた純子は祖母の家に逃げ込むが、祖母は急逝しており、両親が葬儀の準備をしていた。葬儀の帰り、交通事故を起こして両親は入院。純子は帰る途中で祖母の遺骨を落としてしまう。困った純子は他人の遺骨を盗む事を考え、他人の葬儀会場に親族のふりをして潜り込む。そこで「祥子」と名乗る女性に助けられ、ひとときの休息を得たと思われたが「祥子」を名乗る女性はその家の住人ではなく、純子はその家の実際の主人に見つかり警察に突き出されそうになるが、主人が不良に絡まれて喧嘩になった隙を見てその場を逃げ出した。純子は雨風をしのぐため、その夜を廃品置き場のロッカーの中で過ごすが、ロッカーはトラックに積まれて山奥の川に不法投棄される。ロッカーに閉じ込められていた純子は何とか脱出して近くの食堂に逃げ込む。純子は食堂の女将から食事をごちそうになるが、食中毒になって病院に担ぎ込まれる。
純子が行方不明になって1ヶ月以上が経った頃、純子の周辺の人達は皆、トラブルに巻き込まれて不幸になっていた。純子の父がバイカーと事故を起こした事で多額の賠償金を請求されて自宅を手放して一家離散しており、純子の友人たちは純子の失敗が元で学校推薦を取り消された事で非行に走っており、皆が純子を憎んでいた。食中毒で入院していた純子は病院から治療費を請求されるがお金を持っておらず、家族にも連絡がつかない事から仕方なくこっそり病院を逃げ出す。病院から逃げ出し、地元に帰ってきた純子は不良になったキリコらが運転する車に轢かれて倒れる。そんな純子の前に再び現れたのはあの祥子であった。頼れる人がいなくなった純子は祥子の元に身を寄せる。
行くあてのない純子は海外出張中で空き家になった他人の家で祥子と暮らすようになる。ある日純子は、祥子から買い物を頼まれる。珈琲屋や鰻屋など数多くの店を回って商品を受けとりに行く。「お代はすでに受け取っている」との事だった。そんな純子に自転車に乗った謎の女子高生から「また見かけたら警察に通報するから」と言われる。後日、純子は珈琲屋のマスターに襲われてしまう。実は祥子は女性を商店街の男達に斡旋し、その見返りに数多くの商品を受け取っていたのだった。何も知らなかった純子はマスターをフォークで刺し、それを見た祥子は逃げ出す。祥子が逃走した事を知った謎の女子高生は自転車に乗って商店街の男達に知らせる。逃げ出した純子の姿を見つけた謎の女子高生は純子に隣を歩き、罵倒し続ける。純子が女子高生を突き飛ばして大通りに出た瞬間、逃走していた祥子がキリコ達が運転する車に撥ね飛ばされ、近くあったワイヤーで体を切断されて死亡する。その様子を目にしてしまった純子はショックから精神科に通っており、しかも父親不明の子供を身ごもっていた。純子の家族はバラバラになっていたが、小さなアパートで再び共に暮らすようになり、ささやかな幸せを得ていた。その後純子は女の子を出産し、たくましく暮らすようになった。

## キャスト
- 鈴木純子：芹川砂織

ごく普通の女子高生。友人・彼氏にも恵まれ平凡ながらも平和な日々を過ごしていたが、キセル乗車をした事がきっかけとなり、不幸の渦に巻き込まれる。
- 鈴木陽子：浅野あかね

純子の妹。
- 純子の父：Mr.オクレ

平凡ながらも平穏な生活をしていたが、祖母の葬儀の帰りに事故に遭って負傷した事から仕事がうまくいかなくなり、また相手のバイカーからも多額の賠償金を要求され、経済的に困窮する。
- 純子の母：梶三和子
- 祥子：娘太郎

純子が他家の葬儀会場に迷い込んだ際に出会った謎の女性。純子を自宅に泊まらせて服を貸したり、食事を用意するなど面倒見の良い女性に思えたが、純子が泊まった家の人間では無い事が判明する。その正体は留守の家庭の住居に住み着いて衣類や金品などを盗んで生活している人物。物語後半で再び純子の前に現れるが、彼女を騙して男達に斡旋させる。
- キリコ：鈴木砂羽

純子の同級生。純子の失敗が発端で学校推薦を取り消されてしまい非行に走り、純子を憎む。
- バイカー：あがた森魚

祖母の葬儀帰りの純子一家が乗った車と衝突し事故を起こし、負傷する。
- 池田：泉谷しげる

珈琲店のマスター。
- 純子の彼氏

純子の高校の先輩で、大学生。一人暮らしをしていたが、その後純子が行方不明になっている間に別の彼女を作り同棲していた。純子とは肉体関係を持っており、その姿をポラロイド写真で撮影して純子に渡していた。
- 食堂の女将

純子に食事を与えるなど面倒見の良い女性。
- 謎の女子高生

物語後半に登場。祥子が商店街の男達に女性を斡旋している事を知っているらしく、男に襲われた純子に対して「売女」などと罵倒する。
- 純子の同級生　横田睦美

キリコらと共に純子を恨み非行に走る。

## 関連書籍
- 『映画監督はサービス業です。ー矢口史靖のヘンテコ映画術―』、DU BOOKS、2019年9月、 ISBN 978-4866471006。